# Toxicoscordion brevibracteatum
Toxicoscordion brevibracteatum är en nysrotsväxtart som först beskrevs av Marcus Eugene Jones, och fick sitt nu gällande namn av Reginald Ruggles Gates. Toxicoscordion brevibracteatum ingår i släktet Toxicoscordion och familjen nysrotsväxter. Inga underarter finns listade.